# Lachaussée-du-Bois-d’Écu
Lachaussée-du-Bois-d’Écu (laʃose dy bwa deky) – miejscowość i gmina we Francji, w regionie Hauts-de-France, w departamencie Oise.
Według danych na rok 1990 gminę zamieszkiwały 144 osoby, a gęstość zaludnienia wynosiła 24 osoby/km² (wśród 2293 gmin Pikardii Lachaussée-du-Bois-d’Écu plasuje się na 853. miejscu pod względem liczby ludności, natomiast pod względem powierzchni na miejscu 784.).

## Demografia

Populacja mieszkańców w latach 1962 - 2008